# Фиалка жёлтая
Фиа́лка жёлтая (лат. Víola lutéa) — многолетнее травянистое растение рода Фиалка семейства Фиалковые.

## Морфологическое описание
Многолетник высотой 8—20 см с прямостоячими или восходящими стеблями. Листья продолговатые с городчатым краем и прилистниками.
Цветки обоеполые, зигоморфные, одиночные на длинных цветоносах. Околоцветник двойной, пятичленный. Лепестки жёлтые или слегка фиолетовые, с тёмными штрихами на трёх нижних лепестках, верхние лепестки светло-жёлтые, передний лепесток при основании снабжён шпорцем. Диаметр цветков 1,5—3 см. Цветение пышное, сопровождается тонким ароматом. Цветёт в мае — июле.
Плод — трёхстворчатая коробочка, вскрывающаяся по гнёздам. Семена мелкие, с эндоспермом.

## Географическое распространение
Общее распространение: Северная Европа (Ирландия, Великобритания), Центральная Европа (Австрия, Бельгия, Венгрия, Чехословакия, Германия, Люксембург, Нидерланды, Польша, Швейцария), Юго-Западная Европа (Франция, Испания).
В естественных условиях произрастает на территории Западной Сибири.

## Экология и фитоценология
Фиалка жёлтая — умеренный кальцефил, отличается особой неприхотливостью, морозоустойчива. Произрастает преимущественно на естественных горных лугах (на высоте 1500—2400 м над уровнем моря), в незастроенных нагорьях, на обочинах дорог.
К галмейным растеним относится разновидность жёлтой фиалки Viola lutea var. calaminaria.

## Хозяйственное значение

### Использование в садоводстве
Фиалка жёлтая как декоративное растение использовалась с XVI века (1600 года). Выращивается в альпинариях. Одним из гибридов этого растения является сорт Viola lutea 'Jumping Jhony' с фиолетовыми цветками, на нижнем лепестке которых виден ярко-жёлтый рисунок.

## Номенклатура и внутривидовая систематика
Viola lutea Huds. Fl. Angl. (Hudson) 331; Sm. Fl. Brit.1: 248. 1762.
Является одним из исходных видов при создании садовой фиалки Viola × wittrockiana Gams ex Hegi.